# Hans Haacke
Hans Haacke (født 12. august 1936) er en tysk-født kunstner, der i øjeblikket bor og arbejder i New York.

## Tidlige liv
Haacke blev født i Köln, Tyskland. Han studerede ved Staatliche Werkakademie i Kassel, Vesttyskland, fra 1956 til 1960. Han var elev af den engelske grafiker, tegner og maler Stanley William Hayter. Fra 1961 til 1962 studerede Haacke på et Fulbright-stipendium ved Tyler School of Art på Temple University i Philadelphia. Fra 1967 til 2002 var Haacke professor på Cooper Union i New York.